# Pădurea Mociar
Pădurea Mociar este o arie protejată de interes național ce corespunde categoriei a IV-a IUCN (rezervație naturală de tip forestier), situată în Transilvania, pe teritoriul județului Mureș

## Localizare
Aria naturală se află în partea sud-estică a Depresiunii colinare a Transilvaniei, în nord-estul județului Mureș, pe teritoriul administrativ al comunei Gurghiu, în imediata apropiere de drumul județean DJ153C, care leagă municipiul Reghin de satul Hodac. 

## Descriere

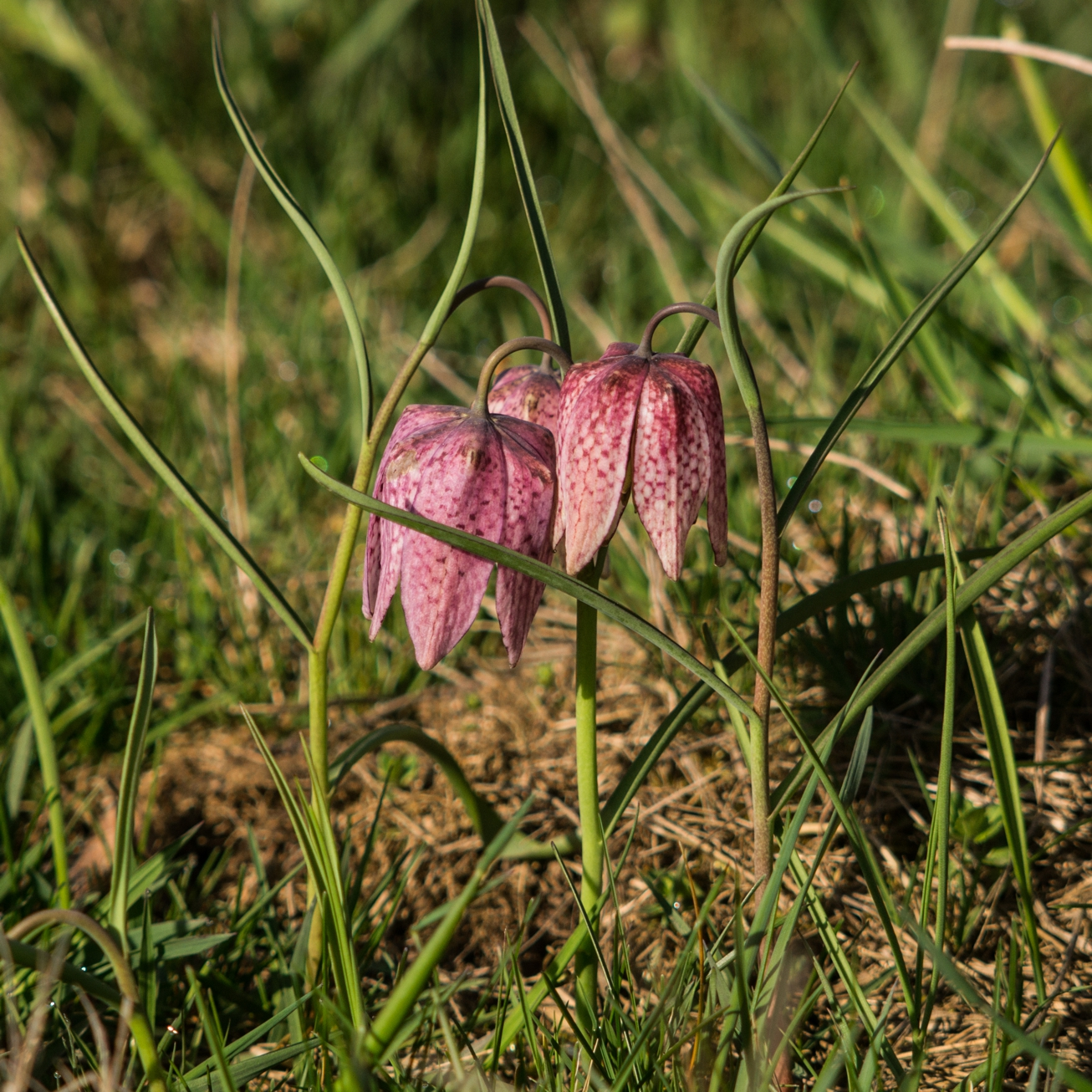
Lalea pestriță în arealul rezervației

Rezervația naturală a fost declarată arie protejată prin Legea Nr.5 din 6 martie 2000, publicată în Monitorul Oficial al României, Nr.152 din 12 aprilie 2000, privind aprobarea Planului de amenajare a teritoriului național - Secțiunea a III-a - zone protejate și are o suprafață de 48 hectare.
Arealul aflat la poalele Munților Gurghiu (grupă muntoasă a Carpaților Moldo-Transilvani, aparținând de lanțului carpatic al Orientalilor, pe platforma râului Mureș) este inclus în situl de importanță comunitară - Mociar și reprezintă o arie naturală de interes științific datorită vârstei multiseculare (400-500 de ani) a stejarilor (Quercus robur 60%) ce alcătuiesc „Pădurea Mociar”, împreună cu arboret de frasin (Fraxinus excelsior 20%), carpen (Carpinus betulus 10%) și plop tremurător (Populus tremula 10%).

## Căi de acces
- Drumul național DN16, pe ruta: Cluj Napoca - Zorenii de Vale - Cămărașu - Silivașu de Câmpie, Bistrița-Năsăud - Urmeniș - Fărăgău -  Reghin - drumul județean DJ153C în direcția Gurghiu.

## Monumente și atracții turistice
În vecinătatea rezervației naturale se află câteva obiective de interes istoric, cultural și turistic; astfel:

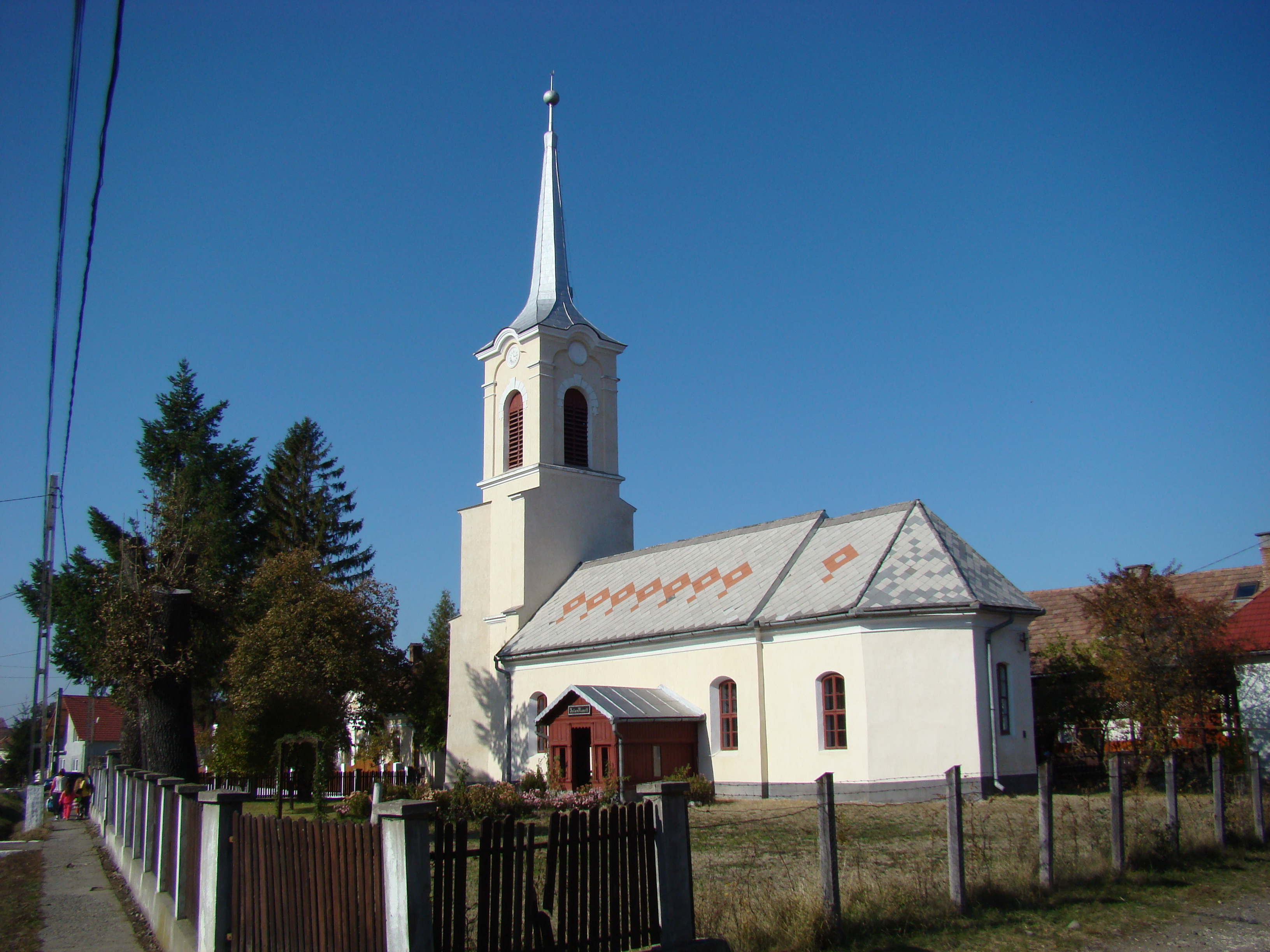
Biserica reformată din Gurghiu

- Biserica reformată din satul Gurghiu, construcție 1756.
- Biserica romano-catolică din Gurghiu.
- Ansamblul castelului Bornemisza (Castelul Bornemisza, parcul dendrologic, Capela Rakoczi și turnul), construcție sec. XVIII-XIX, monument istoric (cod LMI MS-II-a-A-15692).
- Fabrica de porțelan din Gurghiu, construcție secolul al XVII-lea, monument istoric (cod LMI MS-II-a-A-15691).
- Așezarea romană romană de la Gurghiu (Epoca romană).
- Situl arheologic de la Gurghiu (cetăți medievale din sec. XIV; Epoca medievală).
- Rezervația naturală de tip botanic Poiana narciselor Gurghiu.